# Leucochrysa explorata
Leucochrysa explorata là một loài côn trùng trong họ Chrysopidae thuộc bộ Neuroptera. Loài này được Hagen miêu tả năm 1861.